# Thabazimbi
Thabazimbi è un centro abitato del Sudafrica, situato nella provincia del Limpopo.